# Semih Şentürk
Semih Şentürk (Izmir, 29 de abril de 1983) é um futebolista turco que atualmente joga no İstanbul Başakşehir.
Com características de centroavante, foi titular absoluto no Fener e na seleção nacional, sendo considerado um dos melhores atacantes que já passaram por esta seleção. No jogo contra a Croácia pela Eurocopa de 2008 fez um gol milésimos antes de acabar a partida que estava já na prorrogação com até então vitória dos croatas fazendo com que a partida fosse para os penaltis no qual a Turquia venceu e avançou para as semi-finais daquele torneio. Sua seleção perderia a semi para a Alemanha.